# Andreas Krogh Jensen
Andreas Krogh Jensen (født 26. februar 2005 i Broager) er en cykelrytter fra Danmark, der kører for BHS-PL Beton Bornholm.

## Karriere
Som 13-årige havde Andreas Krogh Jensen bokset fem boksekampe og var blevet dansk ungdomsmester i motocross. Samtidig med motocross begyndte han i 2019 at køre mountainbike. 
Efter forholdsvis kort tid med erfaring med landevejscykling, skiftede han i 2022 som førsteårsjunior til talentholdet Team Mascot Workwear. I 2023 fik han flere sejre og topplaceringer, og var en af de mest dominerende navne i det danske U19-felt, og førte ved starten af august den danske U19 Cup, Uno-X Cup. Den 10. august blev det offentliggjort, at Krogh Jensen fra starten af 2024-sæsonen skulle køre sin første sæson som seniorrytter hos kontinentalholdet BHS-PL Beton Bornholm.